# Rob Edwards
Robert Owen Edwards, född 25 december 1982 i Telford i England, är en walesisk fotbollstränare och tidigare fotbollsspelare som spelade som mittback. 
Sin landslagsdebut i Wales gjorde han mot Azerbajdzjan den 29 mars 2003 i en EM-kvalmatch där Wales vann med 4–1.

## Tränarkarriär
Den 11 maj 2022 meddelade Watford att Edwards skulle ersätta Roy Hodgson som klubbens huvudtränare vid slutet av säsongen 2021/2022. Den 26 september 2022 blev han avskedad av klubben.
Den 17 november 2022 blev Edwards anställd som ny huvudtränare i Luton Town. Under sin första säsong som tränare i klubben blev Luton Town uppflyttade till Premier League. I januari 2025 lämnade han klubben.
Den 24 juni 2025 utsågs Edwards till huvudtränare för Championship-klubben Middlesbrough på ett treårskontrakt.